# Philip Haas
Philip Haas (nascut el 1954) és un artista, guionista i cineasta nord-americà, potser més conegut per la seva exposició d'escultures de 2012 "The Four Seasons" i la seva pel·lícula de 1995 Àngels i insectes.
Va començar la seva carrera com a realitzador de documentals, dirigint deu perfils d'artistes inusuals durant els primers anys noranta amb el tema "Magicians of the Earth", encarregat pel Centre Georges Pompidou.
Els seus llargmetratges són Àngels i insectes, ambientat a l'Anglaterra victoriana, que va ser nominada a un Oscar i a la Palma d'Or del Festival de Cannes,  Up at the Villa, una adaptació de la novel·la de W. Somerset Maugham, protagonitzada per Sean Penn, Anne Bancroft i Kristin Scott Thomas, The Situation, un thriller polític ambientat a l'Iraq, estrenat el 2006, i la molt apreciada The Music of Chance (1993)..

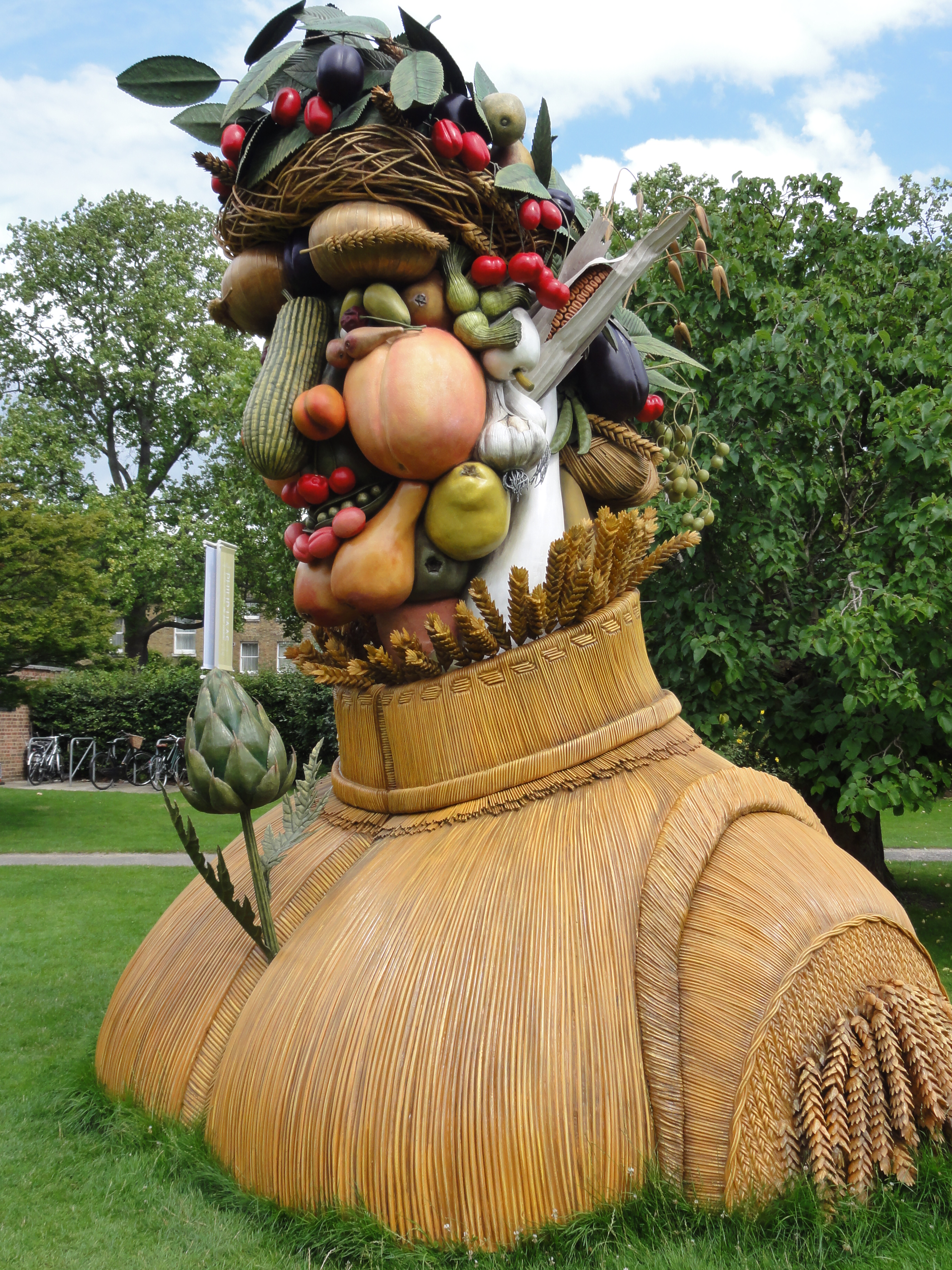
Escultura de les Four Seasons de Haas a la Dulwich Picture Gallery, 2012, nspirada en les obres de Giuseppe Arcimboldo

L'any 2008, la Sonnabend Gallery de Nova York va presentar una instal·lació cinematogràfica anomenada The Butcher's Shop, encarregada pel Kimbell Art Museum, en la qual Haas recreava l'espai representat a la pintura del mateix nom de 1582. El 2010, va ampliar aquesta sèrie per incloure-hi obres d'Ensor i Tiepolo.
La seva exposició d'instal·lacions cinematogràfiques al Museu d'Art Kimbell, "Butchers, Dragons, Gods and Skeletons", va ser catalogada per la revista TIME com una de les deu millors exposicions de museus del 2009.
S'han realitzat retrospectives de les seves pel·lícules d'art a la Tate Gallery de Londres, el Centre Georges Pompidou de París, el Lincoln Center de Nova York, el Museu de Belles Arts de Boston i la National Gallery of Art de Washington, D.C. Va rebre una beca Guggenheim per aquest treball. Ha impartit classes al Programa d'Arts Visuals de la Universitat de Princeton. El 2008 i el 2010, va fer exposicions individuals de pintures i instal·lacions cinematogràfiques a la Galeria Sonnabend. La monumental escultura de fibra de vidre de Haas Winter (després d'Arcimboldo) es va presentar a la National Gallery of Art de Washington, D.C. el setembre del 2010, abans de viatjar el 2011 a la Piazza del Duomo de Milà i al Jardí de Versalles. L'any 2012, en una transformació espectacular que és típica de la seva obra, Haas va crear un grup d'escultures de fibra de vidre a gran escala, de quinze peus d'alçada, inspirades en les pintures renaixentistes de les quatre estacions de Giuseppe Arcimboldo, que inclouen Primavera, Estiu, Tardor, i Hivern. La mida colossal de l'escultura de Haas accentua el trencaclosques visual de les formes naturals: flors, heura, molsa, fongs, verdures, fruites, arbres, escorça, branques, branques i fulles, ja que es reciclen per formar quatre retrats humans, cadascun representant un individu. temporada. El resultat és alhora terrós, fantasiós i exuberant: un comentari sobre l'estil d'Arcimboldo i una obra d'art per dret propi. Aquestes escultures es van veure per primera vegada al jardí de la Dulwich Picture Gallery al Regne Unit l'estiu del 2012, abans d'embarcar-se en una gira de tres anys pels museus i jardins botànics americans.